# Evert Wytema
Everhardus (Evert) Wytema, wiens achternaam ook geschreven wordt als Wijtema, (Nieuwolda, 5 februari 1878 – Den Haag, 9 februari 1933) was een Nederlands militair en initiatiefnemer van een Haagse ijsbaan.
Hij werd geboren als zoon van de arts Samuel Wytema en was een jongere broer van de Rotterdamse burgemeester Johannes Wytema. In 1900 werd hij tweede luitenant bij de artillerie. In 1904 werd hij bevorderd tot eerste luitenant en in 1915 tot kapitein. In 1922 ging hij als militair met pensioen in welk jaar hij bevorderd werd tot majoor. Sinds september 1921 was Wytema tevens docent aan een Handelsschool wat hij zou blijven tot hij begin 1933 op 55-jarige leeftijd overleed.

## IJsbaan
Wijtema was initiatiefnemer van de oprichting van een ijsbaan ter grootte van ongeveer 7 hectare nabij de Haagse Beek langs de Sportlaan in de Bosjes van Pex in Den Haag. Hij zou ook de eerste voorzitter van de Nieuwe 's-Gravenhaagsche IJsvereeniging worden (de tweede ijsclub in 's-Gravenhage).
In de jaren dertig waren er nog geen kunstmatige ijsbanen in Den Haag en was het bijzonder dat een initiatief genomen werd om een ijsvereniging op te richten die er zorg voor droeg dat er door de plaatselijke bevolking, bij voldoende vorst, op een gecultiveerde ijsbaan, geschaatst kon worden. Een afgebakend terrein compleet met clubgebouw en zelfs avondverlichting trok vele Haagse schaatsliefhebbers. Jaarlijks werd de ijsbaan uitgebreid, in de zomer werd het geasfalteerde gedeelte gebruikt als rolschaatsbaan. Eind jaren zestig werd de baan gesloten. Tegenwoordig is het gebied in gebruik bij voetbal-, cricket- en hockeyvereniging HBS-Craeyenhout.